# Chaerilobuthus gigantosternum
Chaerilobuthus gigantosternum – wymarły gatunek skorpiona z rodziny Chaerilobuthidae.
Gatunek ten opisany został w 2016 roku przez Wilsona R. Lourenço na podstawie pojedynczego, młodocianego osobnika lub jego egzuwium, zachowanego w bursztynie. Okaz pochodzi z dolnej kredy i znaleziony został w Birmie, w stanie Kaczin.
Holotypowy skorpion ma długość 5,83 mm, barwę żółtą do jasnożółtej i prawdopodobnie pozbawiony jest oczu. Karapaks ma 1 mm długości, prawie prostą przednią krawędź i gładką powierzchnię. Sternum jest duże i pięciokątne. Jedyny widoczny Grzebień ma 5 ząbków. Pierwsze cztery segmenty zaodwłoka mają 8 lub 10, a piąty 7 żeberek. Telson o bulwowatym gruczole i długim, umiarkowanie zakrzywionym kolcu. Uda nogogłaszczków prawdopodobnie z 5, a rzepki z 5 lub 6 żeberkami. Palce szczypców mają podłużne rządki zaokrąglonych granulek i po jednej silniejszej granulce kolcowatej na wierzchołkach.